# Thysanocraspeda semicastanea
Thysanocraspeda semicastanea är en fjärilsart som beskrevs av W. Warren 1908. Thysanocraspeda semicastanea ingår i släktet Thysanocraspeda och familjen Uraniidae. Inga underarter finns listade i Catalogue of Life.